# Hoa hậu Trái Đất 2014
Hoa hậu Trái Đất 2014 là cuộc thi Hoa hậu Trái Đất lần thứ 14, được tổ chức vào ngày 29 tháng 11 năm 2014 tại Nhà hát Trường Đại học Philippines ở Quezon, Philippines. Tổng cộng 85 thí sinh đại diện cho các quốc gia và vùng lãnh thổ đã đến Philippines để tham gia cuộc thi. Người chiến thắng của cuộc thi là Jamie Herrell, đại diện của nước chủ nhà. Cô được trao vương miện bởi Hoa hậu Trái Đất 2013 Alyz Henrich đến từ Venezuela. Jamie trở thành Hoa hậu Trái Đất thứ hai đến từ Philippines, sau Karla Paula Henry là Hoa hậu Trái Đất 2008.

## Xếp hạng

Trường Đại học Philippines, địa điểm chính thức diễn ra cuộc thi Hoa hậu Trái Đất 2014.

### Kết quả chung cuộc
| Kết quả cuối cùng           | Thí sinh |
| --------------------------- | --- |
| Hoa hậu Trái Đất 2014       | - Philippines – Jamie Herrell |
| Hoa hậu Không khí (Á hậu 1) | - Hoa Kỳ – Andrea Neu |
| Hoa hậu Nước (Á hậu 2)      | - Venezuela – Maira Alexandra Rodríguez |
| Hoa hậu Lửa (Á hậu 3)       | - Nga – Anastasia Trusova |
| Top 8                       | - Brazil – Letícia Silva - Mông Cổ – Tugsuu Idersaikhan - Slovakia – Dária Fabrici - Tây Ban Nha – Zaira Bas |
| Top 16                      | - Colombia – Alejandra Villafañe - Ai Cập – Nancy Magdy - Hàn Quốc – Shin Su-min - Mexico – Yareli Carillo - Scotland – Romy McCahill - Tahiti – Hereata Ellard - Thái Lan – Sasi Sintawee - Zambia – Cartier Zagorski |

### Bảng huy chương
| Xếp hạng | Quốc gia/Vùng lãnh thổ | Vàng | Bạc | Đồng | Tổng |
| -------- | ---------------------- | ---- | --- | ---- | ---- |
| 1        | Tây Ban Nha            | 2    | 1   | 1    | 4    |
| 2        | Paraguay               | 2    | 1   | 0    | 3    |
| 2        | Philippines            | 2    | 1   | 0    | 3    |
| 2        | Thái Lan               | 2    | 1   | 0    | 3    |
| 3        | Brazil                 | 2    | 0   | 0    | 2    |
| 3        | Quần đảo Virgin (Mỹ)   | 2    | 0   | 0    | 2    |
| 4        | Ấn Độ                  | 1    | 2   | 3    | 6    |
| 5        | Hoa Kỳ                 | 1    | 2   | 1    | 4    |
| 6        | Nga                    | 1    | 1   | 1    | 3    |
| 7        | Nam Phi                | 1    | 1   | 0    | 2    |
| 8        | Anh                    | 2    | 1   | 1    | 4    |
| 8        | Slovenia               | 1    | 0   | 1    | 2    |
| 8        | Zimbabwe               | 1    | 0   | 1    | 2    |
| 9        | Colombia               | 1    | 0   | 0    | 1    |
| 9        | Pháp                   | 1    | 0   | 0    | 1    |
| 9        | Indonesia              | 1    | 0   | 0    | 1    |
| 9        | Nigeria                | 1    | 0   | 0    | 1    |
| 9        | Pakistan               | 1    | 0   | 0    | 1    |
| 9        | Panama                 | 1    | 0   | 0    | 1    |
| 9        | Thụy Sĩ                | 1    | 0   | 0    | 1    |
| 10       | Venezuela              | 0    | 4   | 1    | 5    |
| 11       | Bolivia                | 0    | 2   | 0    | 2    |
| 11       | Peru                   | 0    | 2   | 0    | 2    |
| 11       | Ukraine                | 0    | 2   | 0    | 2    |
| 12       | Zambia                 | 0    | 1   | 2    | 3    |
| 13       | Namibia                | 0    | 1   | 1    | 2    |
| 13       | Tahiti                 | 0    | 1   | 1    | 2    |
| 14       | Cộng hòa Dominican     | 0    | 1   | 0    | 1    |
| 14       | Kenya                  | 0    | 1   | 0    | 1    |
| 14       | Mông Cổ                | 0    | 1   | 0    | 1    |
| 14       | Hà Lan                 | 0    | 1   | 0    | 1    |
| 14       | Sri Lanka              | 0    | 1   | 0    | 1    |
| 15       | Puerto Rico            | 0    | 0   | 3    | 3    |
| 16       | Áo                     | 0    | 0   | 1    | 1    |
| 16       | Chile                  | 0    | 0   | 1    | 1    |
| 16       | Trung Quốc             | 0    | 0   | 1    | 1    |
| 16       | Đài Bắc Trung Hoa      | 0    | 0   | 1    | 1    |
| 16       | Croatia                | 0    | 0   | 1    | 1    |
| 16       | Ai Cập                 | 0    | 0   | 1    | 1    |
| 16       | Kazakhstan             | 0    | 0   | 1    | 1    |
| 16       | Myanmar                | 0    | 0   | 1    | 1    |
| 16       | Ba Lan                 | 0    | 0   | 1    | 1    |
| 16       | Scotland               | 0    | 0   | 1    | 1    |
| 16       | Singapore              | 0    | 0   | 1    | 1    |

### Các thử thách

#### Darling of the Press
| Kết quả | Thí sinh                                |
| ------- | --------------------------------------- |
| 1       | - Philippines - Jamie Herrell           |
| 2       | - Venezuela - Maira Alexandra Rodríguez |
| 3       | - Puerto Rico - Franceska Toro          |

#### Giáo viên xuất sắc nhất
| Kết quả | Thí sinh                               |
| Nhóm 1  | Nhóm 1                                 |
| ------- | -------------------------------------- |
| 1       | - Quần đảo Virgin (Mỹ) - Esonica Veira |
| 2       | - Peru - Elba Fahsbender               |
| 3       | - Zimbabwe - Sandiswe Bhule            |
| Nhóm 2  |                                        |
| 1       | - Brazil - Letícia Silva               |
| 2       | - Paraguay - Sendy Cáceres             |
| 3       | - Trung Quốc - Sham Yen Yi             |
| Nhóm 3  |                                        |
| 1       | - Nigeria - Damola Akinsanya           |
| 2       | - Hoa Kỳ - Andrea Neu                  |
| 3       | - Anh - Gabriella Gatehouse            |

#### Phần thi tài năng
| Kết quả | Thí sinh                               |
| Nhóm 1  | Nhóm 1                                 |
| ------- | -------------------------------------- |
| 1       | - Quần đảo Virgin (Mỹ) - Esonica Veira |
| 2       | - Tahiti - Hereata Ellard              |
| 3       | - Đài Bắc Trung Hoa - Kuan-Lien Chen   |
| Nhóm 2  |                                        |
| 1       | - Slovenia - Patricia Peklar           |
| 2       | - Sri Lanka - Imaya Mahaliyanage       |
| 3       | - Scotland - Romy McCahill             |
| Nhóm 3  |                                        |
| 1       | - Pakistan - Shanzay Hayat             |
| 2       | - Kenya - Lydiah Linah Manani          |
| 3       | - Kazakhstan - Assel Zholdassova       |

#### Hoa hậu Ảnh (Bình chọn trực tuyến)
| Kết quả | Thí sinh                    |
| ------- | --------------------------- |
| 1       | - Pháp - Laëtizia Penmellen |
| 2       | - Ấn Độ - Alankrita Sahai   |
| 3       | - Myanmar - Ei Mon Khine    |

#### Phần thi trang phục Cocktail
| Kết quả | Thí sinh                                |
| Nhóm 1  | Nhóm 1                                  |
| ------- | --------------------------------------- |
| 1       | - Philippines - Jamie Herrell           |
| 2       | - Peru - Elba Fahsbender                |
| 3       | - Puerto Rico - Franceska Toro          |
| Nhóm 2  |                                         |
| 1       | - Paraguay - Sendy Caceres              |
| 2       | - Mông Cổ - Tugsuu Idersaikhan          |
| 3       | - Zambia - Cartier Zagorski             |
| Nhóm 3  |                                         |
| 1       | - Thái Lan - Sasi Sintawee              |
| 2       | - Venezuela - Maira Alexandra Rodríguez |
| 3       | - Nga - Anastasia Trusova               |

#### Phần thi trang phục dạ hội
| Kết quả | Thí sinh                                |
| Nhóm 1  | Nhóm 1                                  |
| ------- | --------------------------------------- |
| 1       | - Ấn Độ - Alankrita Sahai               |
| 2       | - Tây Ban Nha - Zaira Bas               |
| 3       | - Tahiti - Hereata Ellard               |
| Nhóm 2  |                                         |
| 1       | - Brazil - Letícia Silva                |
| 2       | - Ukraine - Valeriia Poloz              |
| 3       | - Zambia - Cartier Zagorski             |
| Nhóm 3  |                                         |
| 1       | - Nga - Anastasia Trusova               |
| 2       | - Venezuela - Maira Alexandra Rodríguez |
| 3       | - Hoa Kỳ - Andrea Neu                   |

#### Phần thi trang phục Resort
| Kết quả | Thí sinh                                |
| Nhóm 1  | Nhóm 1                                  |
| ------- | --------------------------------------- |
| 1       | - Tây Ban Nha - Zaira Bas               |
| 2       | - Bolivia - Eloísa Gutiérrez            |
| 3       | - Puerto Rico - Franceska Toro          |
| Nhóm 2  |                                         |
| 1       | - Paraguay - Sendy Caceres              |
| 2       | - Cộng hòa Dominican - Mayté Brito      |
| 3       | - Slovenia - Patricia Peklar            |
| Nhóm 3  |                                         |
| 1       | - Hoa Kỳ - Andrea Neu                   |
| 2       | - Thái Lan - Sasi Sintawee              |
| 3       | - Venezuela - Maira Alexandra Rodríguez |

#### Hoa hậu Thân thiện
Mỗi nhóm ở Hoa hậu Trái Đất 2014 đã nghỉ ngơi sau các buổi tập để bình chọn ra Hoa hậu Thân thiện.
| Kết quả | Thí sinh                    |
| Nhóm 1  | Nhóm 1                      |
| ------- | --------------------------- |
| 1       | - Zimbabwe - Sandiswe Bhule |
| 2       | - Nam Phi - Ilze Saunders   |
| 3       | - Áo - Valerie Huber        |
| Nhóm 2  |                             |
| 1       | - Thụy Sĩ - Shayade Hug     |
| 2       | - Ukraine - Valeriia Poloz  |
| 3       | - Croatia - Ana Batarelo    |
| Nhóm 3  |                             |
| 1       | - Anh - Gabriella Gatehouse |
| 2       | - Hà Lan - Talisa Wolters   |
| 3       | - Singapore - Sylvia Lam    |

#### Phần thi áo tắm
| Kết quả | Thí sinh                         |
| Nhóm 1  | Nhóm 1                           |
| ------- | -------------------------------- |
| 1       | - Tây Ban Nha - Zaira Bas        |
| 2       | - Bolivia - Eloísa Gutiérrez     |
| 3       | - Ấn Độ - Alankrita Sahai        |
| Nhóm 2  |                                  |
| 1       | - Colombia - Alejandra Villafañe |
| 2       | - Zambia - Cartier Zagorski      |
| 3       | - Namibia - Paulina Malulu       |
| Nhóm 3  |                                  |
| 1       | - Thái Lan - Sasi Sintawee       |
| 2       | - Hoa Kỳ - Andrea Neu            |
| 3       | - Ba Lan - Patrycja Dorywalska   |

#### Video sinh thái ấn tượng nhất
| Kết quả | Thí sinh                   | Thí sinh | Thí sinh |
| ------- | -------------------------- | -------- | --- |
| 1       | - Thái Lan – Sasi Sintawee | Top 10   | - Áo – Valerie Huber - Bolivia – Eloísa Gutiérrez - Botswana – Nicole Gaelebale - Guatemala – Thalia Raquel Carredano - Ấn Độ – Alankrita Sahai - Nepal – Prinsha Shrestha - Puerto Rico – Franceska Toro - Nga – Anastasia Trusova - Sri Lanka – Imaya Mahaliyanage |

#### Phần thi trang phục dân tộc
| Kết quả                | Thí sinh                                |
| Châu Phi               | Châu Phi                                |
| ---------------------- | --------------------------------------- |
| 1                      | - Nam Phi - Ilze Saunders               |
| 2                      | - Namibia - Paulina Malulu              |
| 3                      | - Ai Cập - Nancy Magdy                  |
| Châu Mỹ                |                                         |
| 1                      | - Panama - María Gallimore              |
| 2                      | - Venezuela - Maira Alexandra Rodríguez |
| 3                      | - Chile - Catalina Cáceres              |
| Châu Á-Thái Bình Dương |                                         |
| 1                      | - Indonesia - Annisa Ananda Nusyirwan   |
| 2                      | - Philippines - Jamie Herrell           |
| 3                      | - Ấn Độ - Alankrita Sahai               |
| Châu Âu                |                                         |
| 1                      | - Anh - Gabriella Gatehouse             |
| 2                      | - Nga - Anastasia Trusova               |
| 3                      | - Tây Ban Nha - Zaira Bas               |

#### Sắc đẹp vì một mục tiêu
| Kết quả | Thí sinh                     |
| ------- | ---------------------------- |
| 1       | - Nepal - Prinsha Shrestha   |
| 2       | - Ấn Độ - Alankrita Sahai    |
| 3       | - Sri Lanka - Imaya Liyanage |

### Thứ tự công bố
| 1. Tahiti 2. Nga 3. Hàn Quốc 4. Colombia 5. Scotland 6. Mông Cổ 7. Zambia 8. Brazil 9. Slovakia 10. Venezuela 11. Thái Lan 12. Hoa Kỳ 13. Ai Cập 14. Philippines 15. Mexico 16. Tây Ban Nha | 1. Brazil 2. Mông Cổ 3. Slovakia 4. Venezuela 5. Hoa Kỳ 6. Philippines 7. Nga 8. Tây Ban Nha |

## Phần ứng xử hay nhất
Câu hỏi trong phần thi ứng xử của Hoa hậu Trái Đất 2014: "Nếu bạn là người chiến thắng trong đêm nay, bạn sẽ làm gì để giảm và đảo ngược tình trạng nóng dần lên của Trái Đất?".
Câu trả lời của Hoa hậu Trái Đất 2014: "Hiện tượng nóng lên toàn cầu đã và đang là vấn đề cấp thiết của nhân loại. Nếu tôi trở thành người chiến thắng, tôi sẽ sử dụng danh hiệu của mình để truyền cảm hứng cho mọi người để cùng chung tay bảo vệ môi trường và chúng ta cần bắt đầu từ trẻ em. Bởi trẻ em chính là tương lai của loài người, nếu chúng ta giáo dục các em một cách đúng đắn, khi lớn lên chính các em sẽ là những người giúp được cộng đồng." - Jamie Herrell, đại diện của Philippines.

## Dẫn chương trình
- Justin Bratton
- Joey Mead King
- Ginger Conejero (Á hậu 1 Hoa hậu Trái Đất Philippines 2006)

## Nhạc nền
- Phần mở đầu: "Fireball" (Jump Smokers Remix) của  Pitbull và John Ryan và "Woman of the Earth" của Samantha Monzon.
- Phần thi áo tắm: "Rather Be" (Lash Remix) của Clean Bandit và Jess Glynne.
- Phần thi trang phục dạ hội: "La La La" (Piano and Violin cover bởi Jegs),[11] (nhạc của Naughty Boy và Sam Smith).

## Các thí sinh tham dự
84 thí sinh tham dự cuộc thi:
| Quốc gia/Lãnh thổ    | Thí sinh                  | Tuổi | Quê hương        |
| -------------------- | ------------------------- | ---- | ---------------- |
| Úc                   | Nadine Roberts            | 20   | Sydney           |
| Áo                   | Valerie Huber             | 18   | Viên             |
| Bỉ                   | Emily Vanhoutte           | 18   | Linden           |
| Bolivia              | Eloísa Gutiérrez          | 18   | Chuquisaca       |
| Bosna và Hercegovina | Bogdana Trifković         | 19   | Sarajevo         |
| Botswana             | Nicole Gaelebale          | 21   | Gaborone         |
| Brazil               | Letícia Silva             | 22   | Cascavel         |
| Canada               | Cynthia Loewen            | 20   | LaSalle          |
| Chile                | Catalina Cáceres          | 23   | Santiago         |
| Trung Quốc           | Sham Yen Yi               | 20   | Thượng Hải       |
| Đài Bắc Trung Hoa    | Kuan-Lien Chen            | 20   | Đài Bắc          |
| Colombia             | Alejandra Villafañe       | 25   | Zarzal           |
| Croatia              | Ana Batarelo              | 20   | Zagreb           |
| Curaçao              | Akisha Albert             | 19   | Willemstad       |
| Cộng hòa Séc         | Nikola Buranská           | 21   | Přerov           |
| Đan Mạch             | Aisha Isabella Hansen     | 19   | Kongens Lyngby   |
| Cộng hòa Dominican   | Mayté Brito               | 24   | Santiagol        |
| Ecuador              | María José Maza           | 22   | Guayaquil        |
| Ai Cập               | Nancy Magdy               | 19   | Cairo            |
| El Salvador          | Georgina Gonzalez         | 19   | San Salvador     |
| Anh                  | Gabriella Gatehouse       | 19   | Hemel Hempstead  |
| Fiji                 | Zoe McCracken             | 17   | Suva             |
| Gabon                | Marilyne Nfono            | 25   | Woleu-Ntem       |
| Đức                  | Arta Muja                 | 25   | Frankfurt        |
| Ghana                | Nana Ama Odame-Okyere     | 23   | Accra            |
| Guam                 | Erin Marie Camacho Wong   | 26   | Hagatna          |
| Guatemala            | Thalia Raquel Carredano   | 23   | San Marcos       |
| Guyana               | Stacy Ramcharan           | 23   | Georgetown       |
| Haiti                | Fabiaula Dumas            | 20   | Port-au-Prince   |
| Hungary              | Sydney Van De Bosch       | 19   | Budapest         |
| Ấn Độ                | Alankrita Sahai           | 20   | New Delhi        |
| Indonesia            | Annisa Ananda Nusyirwan   | 22   | Padang           |
| Israel               | Tala Safadi               | 20   | Jadeidi-Makr     |
| Ý                    | Beatrice Valente          | 21   | Florence         |
| Nhật Bản             | Reina Nagata              | 22   | Saitama          |
| Kazakhstan           | Assel Zholdassova         | 21   | Astana           |
| Kenya                | Lydiah Linah Manani       | 22   | Nairobi          |
| Hàn Quốc             | Su-min Shin               | 21   | Seoul            |
| Latvia               | Alise Feldmane            | 22   | Riga             |
| Liban                | Amina El Hassan           | 25   | Beirut           |
| Madagascar           | Judie Jaomarina           | 24   | Antsiranana      |
| Malaysia             | Renee Tan                 | 23   | Melaka           |
| Mauritius            | Anne Sophie Lalanne       | 19   | Port Louis       |
| Mexico               | Yareli Carrillo           | 25   | Culiacán         |
| Mông Cổ              | Tugsuu Idersaikhan        | 22   | Ulan Bator       |
| Myanmar              | Ei Mon Khine              | 22   | Yangon           |
| Namibia              | Paulina Malulu            | 25   | Windhoek         |
| Nepal                | Prinsha Shrestha          | 22   | Kathmandu        |
| Hà Lan               | Talisa Wolters            | 23   | Amsterdam        |
| New Zealand          | Sheree Anderson           | 21   | Dunedin          |
| Nigeria              | Damola Akinsanya          | 22   | Owerri           |
| Bắc Ireland          | Justine McEleney          | 20   | Derry            |
| Pakistan             | Shanzay Hayat             | 24   | Islamabad        |
| Panama               | María Gallimore           | 22   | Thành phố Panama |
| Paraguay             | Sendy Cáceres             | 25   | Asunción         |
| Peru                 | Elba Fahsbender           | 23   | Piura            |
| Philippines          | Jamie Herrell             | 20   | Cebu             |
| Ba Lan               | Patrycja Dorywalska       | 23   | Warsaw           |
| Bồ Đào Nha           | Raquel Fontes             | 23   | Lisbon           |
| Puerto Rico          | Franceska Toro            | 21   | Toa Baja         |
| Réunion              | Lolita Hoarau             | 19   | Saint-Pierre     |
| Romania              | Andreea Chiru             | 22   | Bucharest        |
| Nga                  | Anastasia Trusova         | 24   | Vladimir         |
| Samoa                | Natasha Westropp          | 23   | Apia             |
| Scotland             | Romy McCahill             | 20   | Milngavie        |
| Singapore            | Silvia Lam                | 18   | Singapore        |
| Slovakia             | Daria Frabici             | 20   | Bratislava       |
| Slovenia             | Patricia Peklar           | 24   | Ljubljana        |
| Nam Phi              | Ilze Saunders             | 23   | Klerksdorp       |
| Tây Ban Nha          | Zaira Bas                 | 22   | Algemesí         |
| Sri Lanka            | Imaya Liyanage            | 23   | Wennappuwa       |
| Saint Lucia          | Francillia Austin         | 23   | Castries         |
| Thụy Điển            | Frida Fornander           | 18   | Gothenburg       |
| Thụy Sĩ              | Shayade Hug               | 23   | Bern             |
| Tahiti               | Hereata Ellard            | 20   | Papara           |
| Tanzania             | Nale Boniface             | 21   | Dodoma           |
| Thái Lan             | Sasi Sintawee             | 19   | Chumporn         |
| Tonga                | Sicilia Makisi            | 21   | Nukuʻalofa       |
| Ukraine              | Valeriia Poloz            | 22   | Kiev             |
| Hoa Kỳ               | Andrea Neu                | 23   | Pueblo           |
| Quần đảo Virgin (Mỹ) | Esonica Veira             | 25   | Charlotte Amalie |
| Venezuela            | Maira Alexandra Rodríguez | 23   | Maracay          |
| Zambia               | Cartier Zagorski          | 22   | Lusaka           |
| Zimbabwe             | Sandiswe Bhule            | 25   | Harare           |

## Thông tin về các cuộc thi quốc gia

### Tham gia lần đầu
- Myanmar
- Namibia

### Trở lại
- Tham dự lần cuối vào năm 2001:
  -  Croatia
- Tham dự lần cuối vào năm 2007:
  -  Saint Lucia
- Tham dự lần cuối vào năm 2010:
  -  Ai Cập
  -  Guyana
- Tham dự lần cuối vào năm 2011:
  -  Latvia
  -  Peru
- Tham dự lần cuối vào năm 2012:
  -  Botswana
  -  El Salvador
  -  Fiji
  -  Kenya
  -  Pakistan
  -  Puerto Rico

### Bỏ cuộc
Trong thời gian diễn ra cuộc thi
- Pháp – Laëtizia Penmellen rút khỏi cuộc thi 3 ngày trước buổi chung kết khi bác sĩ kết luận rằng cô bị sốt siêu vi.[1][2][3]

Trước cuộc thi
- Bahamas
- Belize
- Bonaire
- Quần đảo Virgin (Anh)
- Bờ Biển Ngà
- Cộng hòa Tự trị Krym
- Guadeloupe
- Litva
- Ma Cao
- Martinique
- Na Uy
- Serbia
- Sierra Leone
- Trinidad và Tobago

### Không tham gia
- Albania – Doroilda Kroni
- Angola – Eugenia de Pina
- Argentina – Carolina Yanuzzi
- Cộng hòa Dân chủ Congo – Chancé Chantele Gatoro
- Costa Rica – Brenda Muñoz
- Kosovo – Kaltrina Neziri
- Monaco – Claire-Louise Catterall
- Thổ Nhĩ Kỳ – Aybüke Pusat
- Wales – Yasmine Alley

### Chỉ định
- Brazil – Letícia Silva được chỉ định là Hoa hậu Trái Đất Brazil 2014 bởi Tổ chức Miss Terra Brazil. Cuộc thi quốc gia sẽ được tổ chức vào cuối năm nay cho cuộc thi năm sau.
- Croatia – Ana Batarelo được chỉ định là Hoa hậu Trái Đất Croatia 2014 bởi tổ chức Miss Croatia sau khi nhìn thấy tài khoản Facebook cá nhân của Ana.
- Ecuador – María José Maza được chỉ định là Hoa hậu Trái Đất Ecuador 2014 bởi "Diosas, Escuela de Misses".
- Fiji – Zoe McCracken được chỉ định là Hoa hậu Trái Đất Fiji 2014 bởi Miss Earth Pacifica.
- Pháp – Laëtizia Penmellen được chỉ định là Hoa hậu Trái Đất Pháp 2014 bởi Tổ chức cuộc thi Hoa hậu Pháp. Cô đạt danh hiệu Á hậu 2 tại cuộc thi Hoa hậu Pháp 2014.
- Đức – Arta Muja được chỉ định là Hoa hậu Trái Đất Đức 2014 bởi giám đốc quốc gia.
- Ghana – Nana Ama Odame-Okyere được chỉ định là Hoa hậu Trái Đất Ghana 2014 bởi giám đốc quốc gia. Cuộc thi sẽ được tổ chức vào năm 2015 để tìm người đại diện tại Hoa hậu Trái Đất 2015.
- Guatemala – Thalia Raquel Carredano được chỉ định là Hoa hậu Trái Đất Guatmela bởi giám đóc quốc gia ở Guatemala.
- Hungary – Sydney Van De Bosch được chỉ định là Hoa hậu Trái Đất Hungary 2014". Cô là Á hậu 2 Hoa hậu Thế giới Hungary 2014.
- Mông Cổ – Tugsuu Idersaikhan được chỉ định là Hoa hậu Trái Đất Mông Cổ 2014. Người chiến thắng ban đầu đã từ chức vì các vấn đề khác.
- Peru – Elba Fahsbender được trao vương miện Hoa hậu Trái Đất Peru 2014 bởi tổ chức Miss Peru. Cô là Hoa hậu Thế giới Peru 2013.
- Puerto Rico – Franceska Toro được chỉ định làm đại diện tại cuộc thi năm nay bởi Tổ chức Hoa hậu Thế giới Puerto Rico. Cô là Á hậu 1 của cuộc thi Hoa hậu Thế giới Puerto Rico 2014.
- Ba Lan – Patrycja Dorywalska được chỉ định là Hoa hậu Trái Đất Ba Lan 2014 do việc gia hạn cuộc thi Hoa hậu Ba Lan 2014 đến tháng 12 năm 2014. Cô lọt Top 5 Hoa hậu Ba Lan 2012.
- Samoa – Natasha Westropp được chỉ định là Hoa hậu Trái Đất Samoa 2014 bởi Miss Earth Pacifica.
- Thái Lan – Sasi Sintawee được trao danh hiệu Hoa hậu Trái Đất Thái Lan 2014 bởi Tổ chức Hoa hậu Hòa bình Thái Lan sau khi Tổ chức này lấy bản quyền cuộc thi từ tay Tổ chức Hoa hậu Trái Đất Thái Lan. Cô là Á hậu 1 của cuộc thi Hoa hậu Hòa bình Thái Lan 2014.
- Tonga – Sicilia Makisi được chỉ định là Hoa hậu Trái Đất Tonga 2014 bởi Miss Earth Pacifica.
- Quần đảo Virgin (Mỹ) – Esonica Veira được chỉ định là Hoa hậu Trái Đất Quần đảo Virgin (Mỹ) 2014. Cô là Miss US Paradise Supranational 2013.
- Ukraine – Valeriia Poloz được chỉ định là đại diện cho Ukraine vào năm nay. Cô lọt vào Chung kết Queen of Ukraine 2013.

### Thay thế
- Úc – Dayanna Grageda bị tước vương miện vì không hoàn thành nhiệm vụ. Cô được thay thế bởi Hoa hậu Lửa, Nadine Roberts. Sau đó, Dayanna thi đấu tại Hoa hậu Trái Đất 2015 và đoạt vương miện Hoa hậu Không khí.
- Cộng hòa Dominican – Cheryl Ortega rút lui vì bận việc học. Mayté Brito, người được chọn để tham gia Hoa hậu Trái Đất 2015 thay thế cô.
- Israel – Catherine Kanaan được thay thế bởi Tala Safadi không rõ lý do.
- Bồ Đào Nha – Barbara Gomes rút lui vì bận việc gia đình. Raquel Fontes, người được chọn để tham gia Miss Humanity thay thế cô.
- Venezuela – Theo quy định của Tổ chức Hoa hậu Venezuela, thí sinh đoạt các danh hiệu Hoa hậu Venezuela, Hoa hậu Quốc tế Venezuela, Hoa hậu Trái Đất Venezuela sẽ có 1 năm chuẩn bị cho cuộc thi quốc tế năm sau (Ví dụ: Gabriela Isler đoạt vương miện Hoa hậu Venezuela 2012 thì cô sẽ là đại diện của quốc gia này tại Hoa hậu Hoàn vũ 2013). Nhưng do không kiểm soát được vấn đề cân nặng, Stephanie de Zorzi - Hoa hậu Trái Đất Venezuela 2013 - đã bị tước quyền tham dự cuộc thi. Quyết định được đưa ra bởi Giám đốc Tổ chức Hoa hậu Venezuela, ông Osmel Sousa vào ngày 4 tháng 11. Do đó, Maira Alexandra Rodríguez - người vừa đoạt vương miện Hoa hậu Trái Đất Venezuela 2014 nhẽ ra sẽ tham gia vào cuộc thi năm sau nhưng cô đã được thay thế vị trí của Stephanie tham gia cuộc thi năm nay. Sau đó, Stephanie đã thi đấu tại Hoa hậu Trái Đất 2016 và cũng đoạt vương miện Hoa hậu Nước.

### Tham gia nhiều cuộc thi
Các thi sinh tham dự các cuộc thi khác:
| Hoa hậu Hoàn vũ - 2013: Namibia - Paulina Malulu - 2014: Tanzania - Nale Boniface - 2016: Chile - Catalina Cáceres - 2017: Thụy Điển - Frida Fornander - 2017: Quần đảo Virgin (Mỹ) - Esonica Veira - 2018: Curaçao - Akisha Albert (Top 10) Hoa hậu Thế giới - 2011: Quần đảo Virgin (Mỹ) - Esonica Veira (Top 15) - 2013: Peru - Elba Fahsbender - 2013: Romania - Andreea Chiru - 2013: Namibia - Paulina Malulu - 2017: Scotland - Romy McCahill - 2017: Botswana - Nicole Gaelebale Hoa hậu Quốc tế - 2011: Mông Cổ - Tugsuu Idersaikhan (Á hậu 2) - 2012: Namibia - Paulina Malulu (Top 15) - 2013: Hoa Kỳ - Andrea Neu (Top 15) - 2015: Thái Lan - Sasi Sintawee (Top 10) Hoa hậu Siêu quốc gia - 2013: Quần đảo Virgin (Mỹ) - Esonica Veira (Á hậu 4) Hoa hậu Hòa bình Quốc tế - 2013: Hà Lan - Talisa Wolters (Top 20) - 2013: Pakistan - Shanzay Hayat (Top 20) - 2013: Paraguay - Sendy Cáceres Hoa hậu Du lịch Quốc tế - 2014: Namibia - Paulina Malulu World Miss University - 2014: El Salvador - Georgina Gonzalez Hoa hậu Môi trường Hoàn cầu - 2017: Indonesia - Annisa Ananda Nusyirwan (Bán kết, Best Eco Dress) Hoa hậu Hữu nghị Quốc tế - 2009: Mông Cổ - Tugsuu Idersaikhan (Á hậu 1) Miss Freedom of the World - 2011: Namibia - Paulina Malulu (Bán Kết, Miss Bikini) Hoa hậu Bikini Quốc tế - 2011: Ecuador - María José Maza (Bán kết) Miss Teen Face of Beauty International - 2012: Canada - Cynthia Loewen (Á hậu 2) Vẻ đẹp của thế giới - 2013: Bỉ - Emily Vanhoutte (Á hậu 1) Hoa hậu Toàn cầu Quốc tế - 2012: Botswana - Nicole Gaelebale Hoa hậu Tuổi Teen Toàn cầu - 2010: Cộng hòa Dominican - Mayté Brito (Chiến thắng) Miss Teenager - 2012: Anh - Gabriella Gatehouse (Bán kết, Best Hair) Reina Hispanoamericana - 2012: Peru - Elba Fahsbender - 2014: Panama - María Gallimore (Á hậu 4, Best National Costume) Miss Caraïbes Hibiscus - 2013: Ecuador - María José Maza (Á hậu 2) | Reinado Internacional del Café - 2015: Bolivia - Eloísa Gutiérrez Miss Pan American International - 2013: Ecuador - María José Maza (Chiến thắng) Reinado Panamericano de la Caña de Azúcar - 2012: Peru - Elba Fahsbender (Á hậu 2) Hoa hậu Châu Á - Thái Bình Dương Thế giới - 2014: Pakistan - Shanzay Hayat (Bán kết, Grand Dance) Hoa hậu Châu Phi - 2011: Namibia - Paulina Malulu (Á hậu 1) Top Model of the World - 2015: Curaçao - Akisha Albert |